# Marie-Jean Hérault de Séchelles

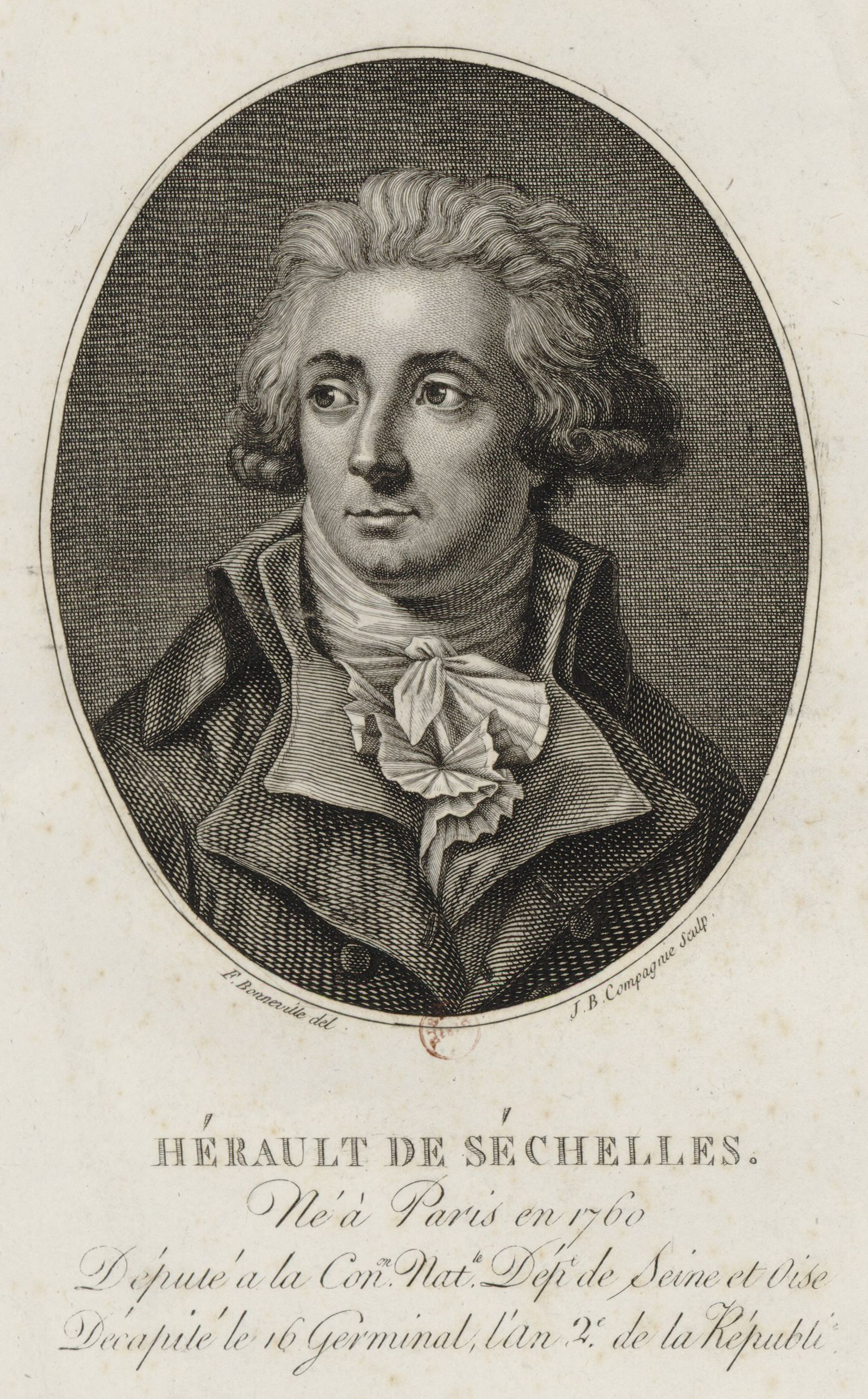
Marie-Jean Hérault de Séchelles

Marie-Jean Hérault de Séchelles (* 20. September 1759 in Paris; † 5. April 1794 ebenda) war ein bedeutender Politiker während der Französischen Revolution.

## Leben
Er entstammte einer Adelsfamilie, die mit den Contades und Polignacs verbunden war. Sein Urgroßvater Jean Moreau de Séchelles war Finanzminister unter Ludwig XV., nach ihm wurden die Seychellen benannt.
Hérault de Séchelles hatte sein Debüt als Anwalt im Châtelet. Er hielt einige sehr erfolgreiche Reden und arbeitete für das Pariser Parlament. Zusätzlich widmete er sich der Literatur, und nach 1789 veröffentlichte er einen Bericht über einen Besuch beim Comte de Buffon in Montbard. Héraults subtile Ironie wurde als ein Meisterwerk des Interviews vor dem Zeitalter des Journalismus gepriesen.
Als begeisterter Anhänger der Revolution nahm Hérault am Sturm auf die Bastille teil und wurde am 8. Dezember 1789 zum Richter am Gerichtshof des ersten Arrondissements im Département Paris ernannt. Von Ende Januar bis April 1791 wurde Hérault auf eine Mission zur Befriedung des Elsass entsandt. Nach seiner Rückkehr wurde er commissaire du Roi am Kassationsgericht. Er wurde als Abgeordneter für Paris in die Gesetzgebende Nationalversammlung gewählt. Dort näherte er sich mehr und mehr den Montagnards an. Er war Mitglied mehrerer Ausschüsse und legte im diplomatischen Ausschuss einen berühmten Bericht vor, wonach die Nation in Gefahr sei (11. Juni 1793).
Nach dem Sturm auf die Tuilerien am 10. August 1792 arbeitete er mit Georges Danton zusammen und wurde am 2. September zum Präsidenten der Gesetzgebenden Versammlung ernannt. Er war Abgeordneter des Départments Seine-et-Oise und wurde mit dem Auftrag betraut, das neue Département Mont-Blanc aufzubauen. Während des Prozesses gegen Ludwig XVI. war er zwar abwesend, machte aber trotzdem bekannt, dass er die Verurteilung des Königs gutheiße und wahrscheinlich für die Todesstrafe gestimmt hätte.
Als der vom Marquis de Condorcet angefertigte neue Verfassungsentwurf abgelehnt wurde, wurden Hérault de Séchelles, Georges Couthon und Louis Antoine de Saint-Just im April 1793 mit der Aufgabe betraut, einen neuen Entwurf auszuarbeiten, was bis zum Juni abgeschlossen war. Dieser Verfassungsentwurf wurde dann zwar angenommen, aber nie in Kraft gesetzt.
Als Mitglied des Wohlfahrtsausschusses war Hérault hauptsächlich mit Diplomatie befasst, und von Oktober bis Dezember 1793 war er auf einer diplomatischen und militärischen Mission im Elsass. Diese Mission machte ihn bei den anderen Mitgliedern des Ausschusses verdächtig. Insbesondere Robespierre, der fanatischer Anhänger der Ideen Rousseaus war, hasste Hérault, den Anhänger des Naturalismus Diderots. Er wurde des Verrats beschuldigt und nach einem Prozess vor dem Revolutionstribunal zur gleichen Zeit wie Danton verurteilt. Am 16. Germinal des Jahres II (5. April 1794) wurde er hingerichtet.

## Bibliographie
- 1792 – Pétition à l'Assemblée Nationale, du 24 août 1792, l'an 4e de la liberté
- 1793 – Constitution républicaine, décrété par la Convention nationale de France, en 1793 et présentée à l'acceptation du peuple français
- 1890 – Voyage à Montbard
- 1907 – Oeuvres littéraires

## Texte
- M-J. H. de S.: Lektüre Aphorismen Nr. 1, 12, 13, 14 und 20 zum Thema „Bücher lesen“. In: Robert Darnton: George Washingtons falsche Zähne oder noch einmal: Was ist Aufklärung? Beck, München 1997, ISBN 3-406-42367-1, S. 33 f.
- Hérault de Séchelles: Theorie des Ehrgeizes. Übersetzt und mit einem Nachwort von Henning Ritter. Beck, München 1997 (Digitalisate: Original und teilweise deutsche Übersetzung).